# خزعة الكبد

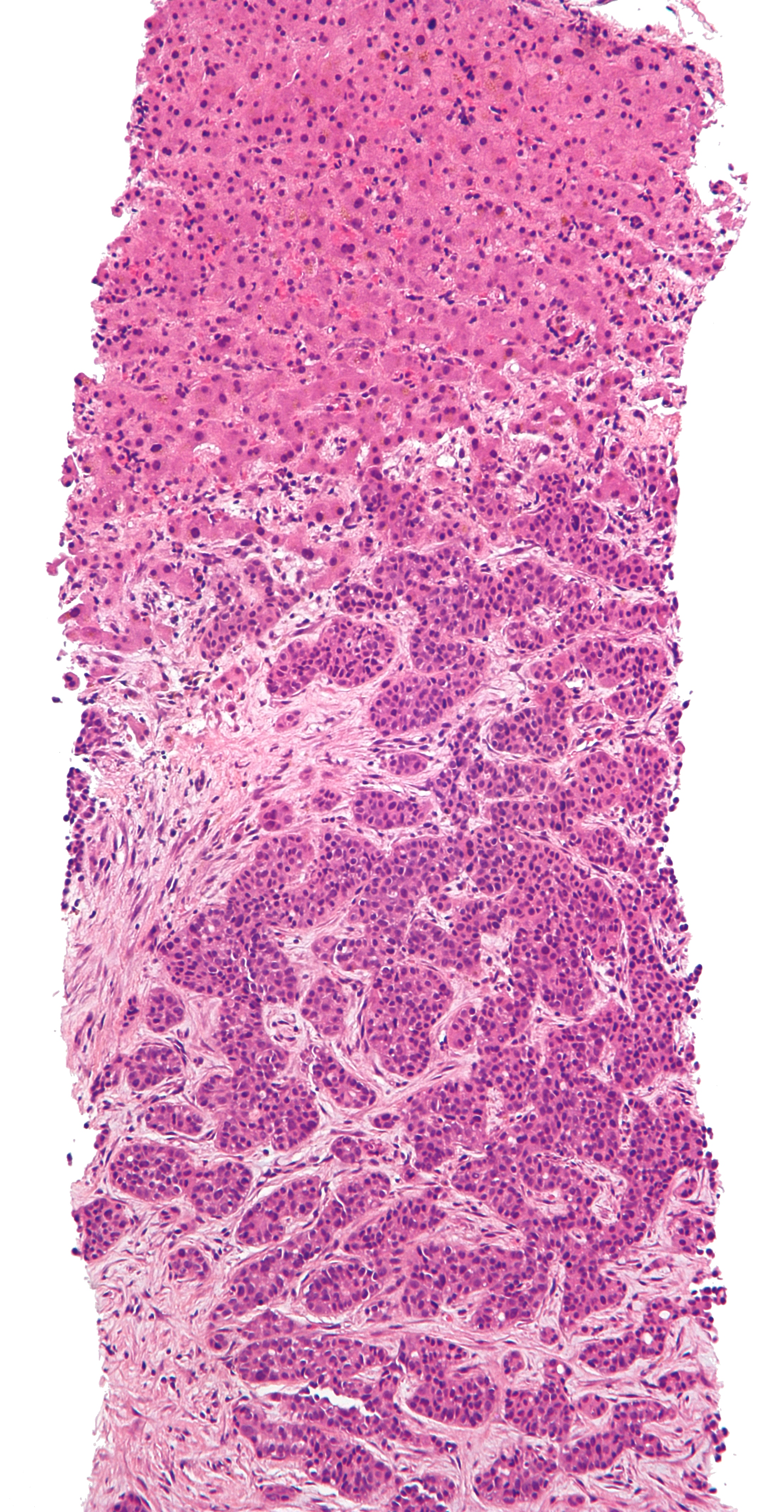
عينة خزعة كبد تُظهر سرطانًا منتشرًا فيه.

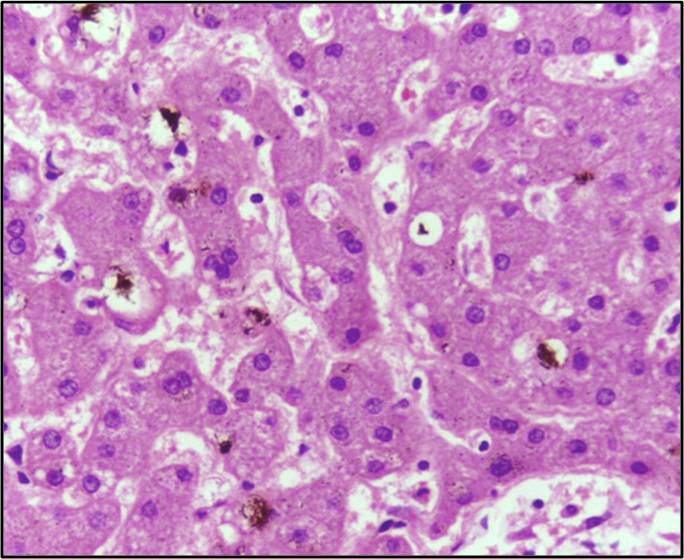
عينة كبد تحت المجهر تُظهر تجمعات من صبغة بيليروبين في الكبد.

خِزْعَة الكبد هي عملية أخذ عينة صغيرة من نسيج الكبد لاختبارها وفحصها للمساعدة في تشخيص أمراض الكبد أو لتقييم شدة مرض كبدي بعد تشخيصه أو لمراقبة آثار الاستجابة للعلاج.

## الأنواع
تُؤخذ خزع الكبد إما عن طريق إبرة عبر الجلد أو عبر الوريد، ويمكن أن تُؤخذ مباشرة أثناء جراحات البطن، ثم تُفحص عينة الكبد بعدها تحت المجهر، وربما تجرى عليها اختبارات إضافية لتحديد مستويات النحاس والحديد فيها على سبيل المثال، وربما يتم تزريع محتواها على طبق زرع مناسب للبحث عن البكتيريا المسببة للمرض إذا كان ذلك محتملًا.

## الدواعي
عادة ما يُلجأ إلى خزعة الكبد عندما لا تجدي فحوصات الدم في تشخيص مشاكل وأمراض الكبد، فمثلًا يمكن للخزعة أن تساعد في تشخيص التهابات الكبد وأورامه، وإذا ما كان التشخيص معروفًا كما في الحالات المزمنة من التهابات الكبد الفيروسية ب وج فيكمن لخزعة الكبد أن تُساعد في تقييم مدى الضرر الذي لحق بالكبد وأنسجته، ويمكنها أيضًا في هذه الحالات أن تُساعد في تقييم مستوى تحسن المريض بعد أخذ العلاج.

## المضاعفات
تُعد خزعة الكبد بشكل عام آمنة العواقب، ولكن يشعر 30% من المرضى تقريبًا بألم شديد أثناء العملية، ويعاني 1 أو 2 من كل 100 مريض من حدوث نزف معتبر بعد العملية، ويحتاج حوالي 2 أو 3 % من المرضى إلى التنويم في المستشفيات بسبب المضاعفات.

## الخيارات البديلة
توجد العديد من البدائل الحديثة لخزعة الكبد، كاستخدام أجهزة تخطيط الصدى في تقييم مدى تليف الكبد، وقد نجحت هذه الوسائل في تقليل الحاجة لخزعة الكبد في بعض المواضع كما في التهابات الكبد الفيروسية والتهاب الكبد الكحولي، ولكن تبقى خزعة الكبد معيارًا مهمًا في تشخيص أمراض الكبد خاصة عندما لا يكون التشخيص واضحًا.